# Opcode
Opcode Systems, Inc（オプコード・システムズ）は、1985年にアメリカ西海岸のパロアルトにて設立されたソフトウェア会社。音楽制作ソフトのMIDIシーケンスソフトウェア、Visionシリーズは四大シーケンスソフトの一つとされ、多くのミュージシャンに愛用されていた。また、MIDIインターフェイスなどハードウェアの生産もしていた。
スタンダードMIDIファイル (SMF) や、Macで事実上の標準であったMIDIドライバーOMSを提唱するなど、DTM の拡大に多大なる貢献を果たした。

## Visionの消滅
1998年、Opcodeはギブソンによって買収され、その後ギブソンの経営問題によってOpcode製品の開発は1999年に停止されることとなる。多くのVisionユーザーが失望の声をあげ、他企業へ事業売却されるのではという噂なども流れたが、その後それらが実現されることはなく、四大シーケンスソフトの一つでありながらギブソンの経営問題によってVisionは消えてなくなることとなった。
2002年のNAMMショーにて、オーディオ/MIDIインターフェイスが発表され、Opcodeの復活が話題になったが、その後の動向ははっきりしていない（Vision開発停止によって失ったOpcodeブランドの信頼を回復できていない）。
Opcodeの元従業員の何人かはDigidesignやAppleに移り、アップルではmacOSのCore AudioやMIDIソフトウェア開発に従事したと言われている。

## 主なソフトウェア
Vision
1987年発売。ステップ・リアルタイム入力機能を装備したMIDIシーケンスソフト。
Studio Vision
1992年。Vision にオーディオ機能を統合したソフトウェア。Digidesign社との共同開発。
Galaxy
MIDI パッチエディター、ライブラリアン。
Open Music System (OMS)
MIDI インターフェイス環境。
Max (Max/MSP)
フランス国立音響音楽総合研究所（IRCAM）にて1986年より開発され、1990年にOpcode から一般発売された。GUI を擁するプログラム開発環境。現在は、Cycling '74社により保守、管理されている。
Overture
楽譜作成ソフトウェア。一時期ローランドが日本代理店として販売していた｡　現在ではGeniesoftから販売されている｡